# Luxembourg Digital Songs
Luxembourg Digital Songs es una lista publicada por la revista Billboard. La lista incluye las estadísticas de ventas de sencillos y canciones que son populares en Luxemburgo. Los datos están basados en las cifras de ventas, que se compilan por Nielsen SoundScan. La lista fue creada el 19 de septiembre de 2009.